# Гирбовецький ліс
Гирбовецький ліс (рум. Pădurea Hîrbovăț) — лісовий масив зі статусом природоохоронної зони (державний заповідний ділянку природного ландшафту — V категорія МСОП). Розташовується на території Новоаненського району Республіки Молдова, між селами Гирбовец і Булбоака. Займає площу 2636 гектарів. За складом лісовий масив складається із залишків природних лісів, так і з штучних насаджень, найбільш ранні з яких датуються 1870 роком. Поділений на дві частини трасою Кишинів — Бендери. Режим природоохоронної зони встановлений у 1958 році. Гирбовецький ліс служить науковим полігоном для лесодослідної станції. На його території проводиться збір лікарських трав, горіхів і меду. Перебував під управлінням науково-виробничого об'єднання «Молдліс», поки в 1990 році воно не було ліквідовано.
Природоохоронна зона утворена з метою збереження дібров дуба пухнастого, крім цього в лісі в основному виростають акація, клен, липа та ясен. З рідкісних видів флори можна відзначити грушу лохолистну. Площа близько 56 гектарів займають плодоносні кущі: аронія, кизил, обліпиха, чорна смородина, шипшина. На лучних ділянках рослинності виростають материнка, звіробій, деревій, чистотіл.
Ліс служить місцем розведення диких тварин, таких як козулі, дикі кабани і фазани.